# 452 a.C.
Il 452 a.C. (CDLII a.C. in numeri romani) è un anno  del V secolo a.C.

## Eventi
- Atene: la flotta ateniese, accorsa in aiuto dell'Egitto ribelle, viene sconfitta da quella persiana.
- Siracusa e Agrigento, con l'aiuto della Grecia, dichiarano guerra ai Siculi di Ducezio.
- Roma: 
  - consoli Publio Sestio Capitone e Tito Menenio Lanato